# Henry Stephens Salt
Henry Stephens Salt (20. september 1851 – 19. april 1939) var en indflydelsesrig engelsk forfatter og fortaler for sociale reformer i fængsler, skoler, økonomiske institutioner og behandling af dyr – han var erklæret anti-vivisektionist og pacifist. Han var også velkendt litteraturkritiker, biograf, klassisk lærd og naturalist, og kendt som manden som introducerede Mahatma Gandhi for Henry David Thoreaus værker.